# Marco Antonio Pumari
Marco Antonio Pumari Arriaga (Potosí, Bolivia; 24 de octubre de 1981) es un líder cívico-sindical y político boliviano. Fue presidente del Comité Cívico Potosinista (COMCIPO) desde el 30 de junio de 2018 hasta el 20 de enero de 2020. Para las elecciones generales del 2020 fue compañero de fórmula de Luis Fernando Camacho (candidato a la presidencia) como candidato a la vicepresidencia de Bolivia por la alianza política Creemos. En las elecciones subnacionales de Bolivia de 2021 fue candidato a la gobernación del departamento de Potosí por el partido PAN-BOL.

## Biografía
Marco Antonio Pumari nació el 24 de octubre de 1981 en el aillu Pati Pati, perteneciente al área rural del municipio de Potosí. Debido a la pobreza existente en el lugar durante aquella época, sus padres tuvieron que emigrar a la ciudad de Potosí para tener más oportunidades de trabajo. Su padre logró ingresar a trabajar como minero en la Corporación Minera de Bolivia (COMIBOL). Pero ese mismo día que Marco Antonio nacía, su padre también fallecía en un terrible accidente de trabajo dentro de una mina subterránea el año 1981. 
Marco Antonio Pumari creció su infancia y adolescencia huérfano de padre y con una madre enviudada en una familia compuesta por 5 hijos. Comenzó sus estudios escolares en 1986, saliendo bachiller del Colegio Nacional Mariscal Alemán Otto Felipe Braun de la ciudad de Potosí el año 1998. Ya desde colegio, Marco Antonio comenzaría su actividad como líder estudiantil.
En su vida laboral, Pumari tuvo que ayudar económicamente a su familia, trabajando desde su adolescencia como vendedor de helados (heladero), escamador de pescados e incluso, al igual que su padre, Pumari trabajó también a veces como minero (peón) dentro de las minas subterráneas.
Pumari se desempeñó como autoridad comunaria en su Aillu Pati Pati. Años después ingresaría también a la Central Obrera Departamental de Potosí ocupando el cargo de secretario de Tierra y Territorio.
Continuó con sus estudios profesionales, ingresando en 2012 a estudiar la carrera de administración de empresas en la Universidad Autónoma Tomás Frías (UATF), no logró concluir su carrera universitaria.  

### Comité Cívico Potosinista
El ingreso de Marco Antonio Pumari al Comité Cívico Potosinista (COMCIPO) se daría el año 2013. Desde 2014 hasta 2018, Marco  Antonio fue el vicepresidente de dicho⁷ comité.
El 30 de junio de 2018, Marco Antonio Pumari fue elegido como el nuevo  presidente del Comité Cívico Potosinista (Comcipo) en reemplazo del dirigente  Jhony Llally.

### Protestas de 2019
Junto al líder cívico cruceño Luis Fernando Camacho, Marco Antonio Pumari participó también en las Protestas en Bolivia de 2019, que terminaron con la renuncia del presidente del Estado Plurinacional de Bolivia Evo Morales Ayma y la asunción de la abogada beniana y entonces segunda vicepresidenta de la Cámara de Senadores de Bolivia, Jeanine Añez Chávez.

## Vida política

### Audio filtrado de Camacho en 2019

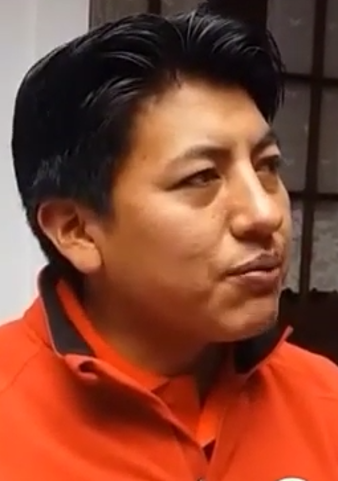
Marco Antonio Pumari en una cobertura periodística en noviembre de 2019 en la ciudad de Potosí.

En diciembre de 2019, un audio filtrado de una conversación entre Marco Antonio Pumari y Luis Fernando Camacho reveló la petición de 250 000 dólares y el control de las aduanas de Potosí y Oruro por parte de Marco Antonio Pumari a cambio de ser su compañero de fórmula en las próximas elecciones del Estado Plurinacional Bolivia. Durante la grabación se escucha como Camacho reprocha a Pumari mencionando: "Estoy pagando prácticamente por una candidatura". En días posteriores, diferentes actores políticos, así como la CONADE, se pronunciaron ante estos hechos, pidiendo que las dos personas se "hagan a un lado y dejen de actuar por ambiciones propias".
Como consecuencia, en el occidente de Bolivia fue criticado y lo tildaron de "oportunista" e "hipócrita" y perdió mucho apoyo y seguidores en los departamentos del occidente boliviano a diferencia de Santa Cruz y gran parte del oriente Boliviano dónde su apoyo se mantuvo

### Elecciones nacionales de 2020
El 31 de diciembre de 2019, en vísperas del año nuevo, Marco Antonio Pumari y Luis Fernando Camacho decidieron dejar a un lado sus diferencias y determinaron ir juntos a las Elecciones generales de Bolivia de 2020. Camacho sería candidato a la Presidencia de Bolivia y Marco Antonio Pumari sería candidato a la Vicepresidencia de Bolivia.

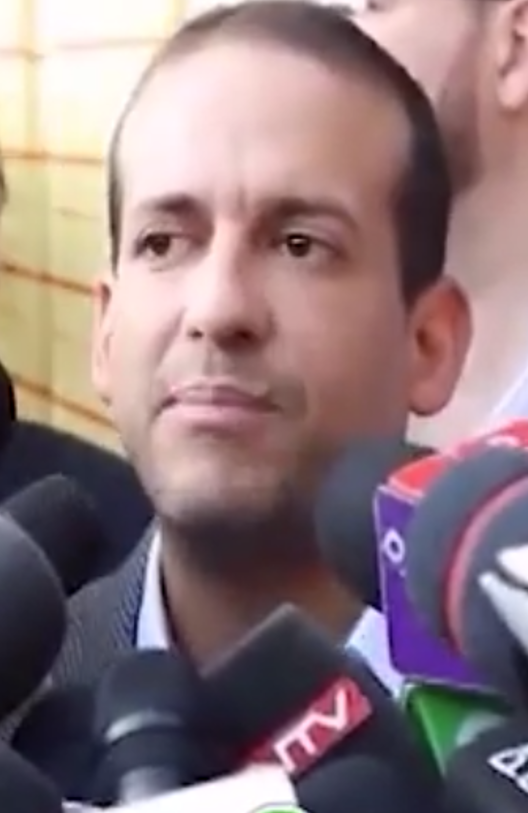
Luis Fernando Camacho dando conferencia de prensa en la ciudad de La Paz en noviembre de 2019.

En la noche del 24 de enero de 2020, en un acto realizado en el hotel Europa, de la ciudad de La Paz, los excívicos Luis Fernando Camacho y Marco Antonio Pumari presentaron su alianza política denominada CREEMOS, con la cual participarían en las elecciones presidenciales de 2020. Cabe mencionar que dicha alianza es una confederación de partidos políticos conformada por Unidad Cívica Solidaridad (UCS) y Partido Demócrata Cristiano (PDC).

### Agresión e insultos en la Plaza 10 de noviembre en Potosi 2020
En la noche del 20 de octubre del 2020, 2 dias después de las Elecciones generales de Bolivia de 2020, Marco Pumari público un vídeo en sus redes sociales dónde afirmó haber recibido insultos y amenazas de muerte por las redes sociales y medios de comunicación y por ende invitó a sus detractores a insultarlo al día siguiente en la plaza 10 de noviembre en la ciudad de Potosí.
Al día siguiente Pumari asistió y fue recibido por una multitud furiosa de la población de la ciudad de Potosí dónde ellos le arrojaron huevos, tomates y alasitas diciéndole cosas como "Oportunista" "Aprovechado" "Vendido" "Andate a Santa Cruz" "No eres nuestro líder". Pumari pidió disculpas a la toda la población de Potosí y al occidente de Bolivia por "No hacer entender el objetivo de mi candidatura" 

### Elecciones subnacionales 2021
Para las elecciones subnacionales de Bolivia de 2021 Marco Pumari participó por la alianza política Partido Acción Nacional Boliviano (Pan-bol) siendo candidato a la gobernación del departamento de Potosí y algunas de sus propuestas era descentralizar a Potosí del gobierno y así recuperar el litio de dicho departamento, reactivar la economía del departamento, un "Potosí federal" y con el litio progresar el departamento para así crear empleos. 
Marco Pumari perdió, quedando en segundo lugar apenas obteniendo el 22,29 %, mientras que su oponente Jhonny Mamani del Movimiento al Socialismo obtuvo el 44.05 %

### Encarcelamiento 2021
El día 10 de diciembre de 2021 un montón de policías comandados por el ministro de la presidencia Eduardo Del Castillo ingresaron a Potosí por una orden de aprehencion contra Marco Pumari, al día siguiente Marco Pumari fue encarcelado preventivamente por seis meses en el penal de Uncía. El mismo día que a 232 kilómetros de la ciudad de Potosí, el Juzgado Primero de Instrucción Penal de Potosí dispuso, en el Palacio de Justicia de Llallagua, su detención por supuestos delitos electorales cometidos en 2019, los cuales no han sido comprobados hasta el momento.